# Anneau avec la figure de Joakim Vujić

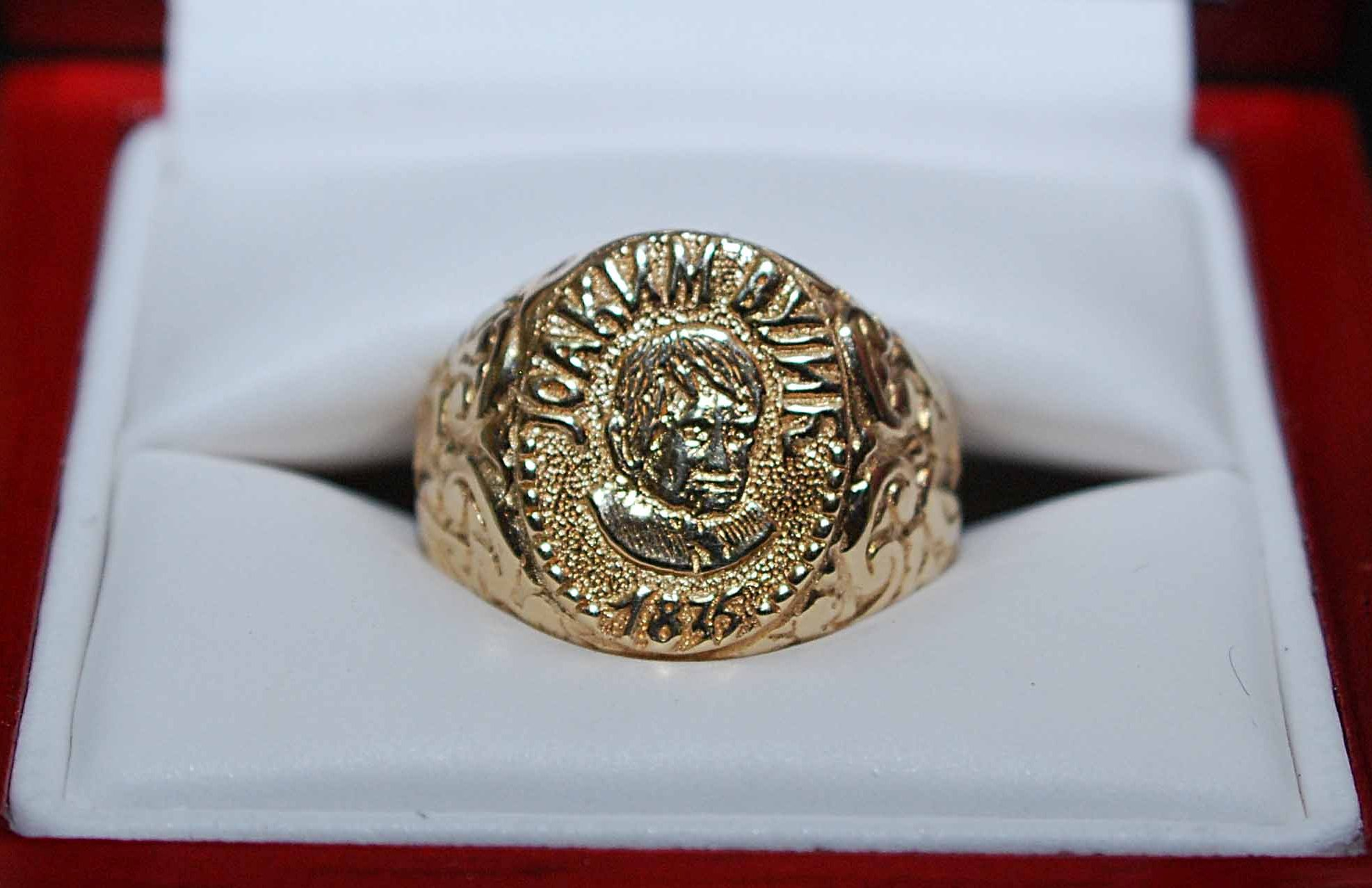
Anneau avec la figure de Joakim Vujić

L'Anneau avec la figure de Joakim Vujić (en serbe cyrillique : Прстен са ликом Јоакима Вујића ; en serbe latin : Prsten sa likom Joakima Vujića) est un prix de théâtre attribué par le Knjaževsko-srpski teatar tous les 15 février, lors du Jour du théâtre (Dan Teatra). Il est ainsi nommé en l'honneur de Joakim Vujić, traducteur, écrivain et dramaturge réputé, qui fut le premier directeur du Knjaževsko-srpski teatar en 1835.

## Récipiendaires

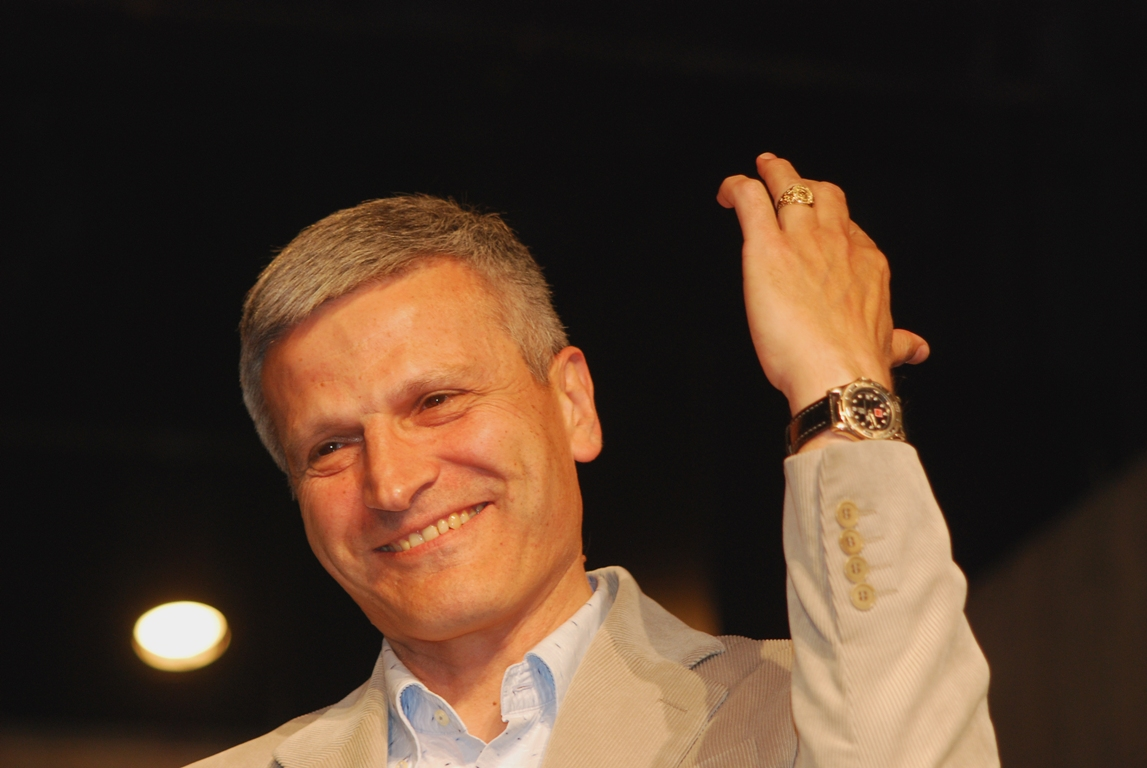
Nebojša Bradić, actuel ministre de la culture en Serbie, recevant L'anneau en 2008

Les personnalités suivantes ont remporté l'anneau :
- 2002 : Ljubomir Ubavkić Pendula
- 2003 : Marko Nikolić et Miodrag Marić
- 2004 : Mirko Babić et Jug Radivojević
- 2005 : Pierre Walter Politz
- 2006 : Miloš Krstović
- 2007 : Vladan Živković
- 2008 : Nebojša Bradić
- 2009 : Sebastian Tudor[2]
- 2010 : Dragana Bošković
- 2011 : Dragan Jakovljević
- 2012 : Gorica Popović
- 2013 : Nada Jurišić
- 2014 : Milan Rus
- 2015 : Snežana Kovačević
- 2016 : Ivana Vujić
- 2017 : Marina Stojanović
- 2018 : Bratislav Slavković
- 2019 : Miodrag Pejković
- 2020 : Jelena Janjatović
- 2021 : Anđelka Nikolić[3]